# American Music Awards 1996
Die 23. American Music Awards wurden von der American Broadcasting Company (ABC) am 29. Januar 1996 ausgestrahlt. Die Veranstaltung fand im Shrine Auditorium in Los Angeles, Kalifornien statt. Die Moderation übernahmen Jeff Foxworthy, und Sinbad.
Die meisten Preise gewannen Garth Brooks und Eagles mit je drei Awards. Zusammen mit Boyz II Men führten Hootie and the Blowfish mit fünf Nominierungen die Nominierungsliste an. Garth Brooks lehnte den neu eingeführten „Artist of the Year“-Award ab, weil er meinte diesen nicht zu verdienen.

## Gewinner und Nominierte
| Subkategorie                          | Sieger                                            | Nominierungen                                                     |
| Artist of the Year                    | Artist of the Year                                | Artist of the Year                                                |
| ------------------------------------- | ------------------------------------------------- | ----------------------------------------------------------------- |
| Artist of the Year                    | Garth Brooks (abgelehnt)                          | Boyz II Men Green Day Hootie and the Blowfish TLC                 |
| Pop/Rock Category                     |                                                   |                                                                   |
| Favorite Pop/Rock Male Artist         | Michael Jackson                                   | Elton John Seal                                                   |
| Favorite Pop/Rock Female Artist       | Mariah Carey                                      | Melissa Etheridge Alanis Morissette                               |
| Favorite Pop/Rock Band/Duo/Group      | Eagles                                            | Boyz II Men Hootie and the Blowfish                               |
| Favorite Pop/Rock Album               | Eagles – Hell Freezes Over                        | Boyz II Men – II Hootie and the Blowfish – Cracked Rear View      |
| Favorite Pop/Rock New Artist          | Hootie and the Blowfish                           | Blues Traveler Alanis Morissette                                  |
| Soul/R&B Category                     |                                                   |                                                                   |
| Favorite Soul/R&B Male Artist         | Luther Vandross                                   | Michael Jackson Barry White                                       |
| Favorite Soul/R&B Female Artist       | Mariah Carey                                      | Anita Baker Brandy                                                |
| Favorite Soul/R&B Band/Duo/Group      | Boyz II Men                                       | Jodeci TLC                                                        |
| Favorite Soul/R&B Album               | Boyz II Men – II                                  | Mary J. Blige – My Life TLC – CrazySexyCool                       |
| Favorite Soul/R&B New Artist          | Brandy                                            | Monica Soul for Real                                              |
| Country Category                      |                                                   |                                                                   |
| Favorite Country Male Artist          | Garth Brooks                                      | Alan Jackson George Strait                                        |
| Favorite Country Female Artist        | Reba McEntire                                     | Mary Chapin Carpenter Shania Twain                                |
| Favorite Country Band/Duo/Group       | Alabama                                           | BlackHawk Brooks & Dunn                                           |
| Favorite Country Album                | Garth Brooks – The Hits                           | Brooks & Dunn – Waitin’ on Sundown Shania Twain – The Woman in Me |
| Favorite Country New Artist           | Shania Twain                                      | Rhett Akins Ty Herndon                                            |
| Adult Contemporary Category           |                                                   |                                                                   |
| Favorite Adult Contemporary Artist    | Eagles                                            | Hootie and the Blowfish Michael Jackson                           |
| Alternative Category                  |                                                   |                                                                   |
| Favorite Alternative Artist           | Pearl Jam                                         | Green Day Nine Inch Nails                                         |
| Heavy Metal/Hard Rock Category        |                                                   |                                                                   |
| Favorite Heavy Metal/Hard Rock Artist | Pearl Jam                                         | Green Day Van Halen                                               |
| Rap/Hip-Hop Category                  |                                                   |                                                                   |
| Favorite Rap/Hip-Hop Artist           | Coolio                                            | Bone-Thugs-n-Harmony Naughty by Nature                            |
| Soundtrack Category                   |                                                   |                                                                   |
| Favorite Soundtrack                   | The Lion King: Original Motion Picture Soundtrack | Dangerous Minds Forrest Gump: The Soundtrack                      |
| Merit                                 |                                                   |                                                                   |
| Tammy Wynette                         |                                                   |                                                                   |

## Auftritte
| Künstler              | Lied(er)                                       |
| --------------------- | ---------------------------------------------- |
| Mariah Carey          | Fantasy                                        |
| Luther Vandross       | The Impossible Dream                           |
| Shania Twain          | (If You're Not in It for Love) I'm Outta Here! |
| Reba McEntire         | Please Come to Boston                          |
| The Smashing Pumpkins | 1979                                           |
| Brandy                | Baby                                           |
| Neil Diamond          | Can Anybody Hear Me                            |
| Lionel Richie         | Don’t Wanna Lose You                           |
| Tom Jones             | I Wanna Get Back With You                      |
| LL Cool J             | Mama Said Knock You Out Hey Lover              |
| Garth Brooks          | The Change                                     |